# Przybysze o zmierzchu
Przybysze o zmierzchu (ang. The Sundowners) – brytyjsko-amerykański film z 1960 roku w reżyserii  Freda Zinnemanna.

## Obsada
- Wylie Watson jako Herb Johnson
- Michael Anderson Jr. jako Sean Carmody
- Chips Rafferty jako Quinlan
- Dina Merrill jako Jean Halstead
- Glynis Johns jako pani Firth
- Peter Ustinov jako Rupert Venneker
- Robert Mitchum jako Paddy Carmody
- Deborah Kerr jako Ida Carmody

## Nagrody i nominacje
| Nagroda    | Wygrane                                         | Nominacje |
| 1960       | 1960                                            | 1960 |
| ---------- | ----------------------------------------------- | --- |
| NYFCC      | Najlepsza aktorka Deborah Kerr                  | |
| 1961       |                                                 | |
| Oscar      | bez rezultatu                                   | Najlepszy film Fred Zinnemann, Najlepsza aktorka pierwszoplanowa Deborah Kerr, Najlepsza aktorka drugoplanowa Glynis Johns, Najlepszy reżyser Fred Zinnemann, Najlepszy scenariusz adaptowany Isobel Lennart |
| Złoty Glob | Nagroda Specjalna za osiągnięcia Fred Zinnemann | Najlepszy reżyser Fred Zinnemann |
| WGA        | bez rezultatu                                   | Najlepszy scenariusz dramatu Isobel Lennart |
| DGA        | bez rezultatu                                   | Najlepsze osiągnięcie reżyserskie w filmie fabularnym Fred Zinnemann |
| 1962       |                                                 | |
| BAFTA      | bez rezultatu                                   | Najlepsza aktorka brytyjska Deborah Kerr, Najlepszy film z jakiegokolwiek źródła |